# Ermita de les Virtuts
L'ermita de les Virtuts és un monument protegit com a bé cultural d'interès local del municipi d'Alcover (Alt Camp). Edifici en ruïnes, de planta rectangular. Obra de paredat, amb reforços i reconstruccions de carreuó. Sobre la façana, quasi perpendicular a la porta principal una espadanya de carreuó. Damunt de la porta, amb llindar, una petita fornícula de pedram buida. Restes d'arcs de tipus gòtic català. El sostre havia tingut una coberta de dues vessants. El santuari es troba sobre una llenca de roca que sobresurt de la serra, penjada damunt de la vall del riu Glorieta.
Ja el 1334 es parla d'uns "ermitaneis vallis de Rascaç", i el 1356 de l'"heremita cellule termini Samuntam sive Rascaç" (el Rescàs era part de l'antic terme de Samuntà, pertanyent al segle xiii al comtat de Prades, ara repartit entre l'Albiol i, majoritàriament, Alcover). El 1358, l'arquebisbe Claresquí expedí unes lletres en favor de dos frares, membres de la comunitat d'ermitans Beguins que vivien a la Roca de la Virtut. El 1359 hi havia ja una capell capaç per a les principals funcions litúrgiques. El primer terç del segle xv fou construït el santuari. L'advocació a la Mare de Déu està documentada almenys per la desamortització de 1835. El 1894 foren duts a l'església parroquial de l'Albiol (a la qual pertany) la imatge de la Verge i el retaule, que foren cremats el 1936.